# Flaga Królestwa Włoch
Flaga Królestwa Włoch – flaga państwa istniejącego w latach 1805–1814 w północno-środkowych Włoszech.

## Wygląd
Flaga Królestwa Włoch jest szerszą wersją flagi Republiki Włoskiej.
Flaga jest czerwonym prostokątem, w którym znajduje się biały romb wraz z zielonym prostokątem. W środku flagi znajduje się emblemat Napoleona.